# Соломерецкий, Богдан Иванович
Князь Богдан Иванович Соломерецкий (? — 9 сентября 1602) — белорусский магнат герба Равич, политический деятель Великого княжества Литовского.

## Биография
Представитель княжеского рода Соломерецких (Рюриковичи). Единственный сын каштеляна мстиславского князя Ивана Васильевича Соломерецкого (? — 1578) и Анны Яновны Глебович.
О жизни князя Богдана Соломерецкого более всего известно из «Баркулабовской летописи». В 1580 году он был назначен старостой кричевским и овруцким.
8 августа 1583 года женился на представительнице рода Корсак. В 1593 году за заслуги перед государством получил от польского короля и великого князя литовского Сигизмунда III Вазы привилей на сёла в Могилёвском повете: Хадушевичи, Дасовичи, Гощево, Сирадовичи и Новоселки, принадлежавшие его тестю Баркулабу Корсаку.
В 1597 году князь Богдан Соломерецкий для воспитания своих детей пригласил Лаврентия Зизания, а затем Мелетия Смотрицкого.
Вместе с женой активно поддерживал православную церковь. Был одним из основателей Виленского братства, занимался расширением его школы. В 1594 году предоставил значительный вклад в церковь святого великомученика Георгия (церковь на Илбинской горе в Могилёве). По воле Богдана Соломерецкого, выраженной в завещании, в Буйничах на правом берегу Днепра возле Могилёва был основан Буйничский Свято-Духов монастырь.
7 сентября 1602 года князь Богдан Иванович Соломерецкий скончался в своём имении (село Борколабово).

## Семья и дети
Жена — Ева, дочь ротмистра и старосты Дисны Баркулаба Ивановича Корсака, основателя замка Борколабово (1564).
Дети:
- Николай-Лев (? — 1626) — каштелян смоленский
- Барбара, 1-й муж — каштелян трокский Константин Юрьевич Ходкевич (? — 1571), 2-й муж — воевода полоцкий Станислав Довойна (? — 1573
- Елена (ум. 1640), 1-й муж — подкоморий витебский Каспер Швыйковский (ум. 1619), 2-й муж — подкоморий мстиславский, каштелян и воевода новогрудский Богдан Вильгельмович Стеткевич (ум. 1651).
- Марина, жена ловчего великого литовского Яна Нарушевича (? — ок. 1613).
- Богдан (1589—1630), староста кричевский.